# Correvon
Pour les articles homonymes, voir Correvon (homonymie).
Correvon est une localité et une ancienne commune suisse du canton de Vaud. Citée dès 1166, elle fait partie du district de Moudon entre 1803 et 2007, puis du district du Gros-de-Vaud depuis 2008. Elle fait partie de la commune de Montanaire depuis le 1er janvier 2013. La localité se situe dans la région du Gros-de-Vaud, entre les vallées de la Mentue et de la Broye.

## Histoire
Correvon est connu sous le nom de Correuont en 1166. L'église Sainte-Marguerite est mentionnée en 1228. Le village dépend de la terre de Saint-Martin puis de la seigneurie de Bioley-Magnoux au Moyen Âge. Il devient une seigneurie au XVIe siècle et appartient à un membre de la famille de Goumoëns, puis à la famille de Loys de Marnand. À l'époque bernoise, la seigneurie fait partie du bailliage d'Yverdon et a sa cour de justice. Le village fait ensuite partie du district d'Yverdon entre 1798 et 1803, puis du district de Moudon de 1803 à 2007 et du district du Gros-de-Vaud depuis 2008. L'ancienne chapelle est agrandie en 1903 et est le chœur de l'église actuelle.
Au XVIIIe siècle encore, les loups n'étaient pas rares dans la région.
La commune fusionne, le 1er janvier 2013, avec celles de Chaneaz, Chapelle-sur-Moudon, Denezy, Martherenges, Neyruz-sur-Moudon, Peyres-Possens, Saint-Cierges et Thierrens pour former la nouvelle commune de Montanaire.

### Héraldique
| Armes de Correvon | Les armes de la commune de Correvon se blasonnaient ainsi : Parti au 1 écartelé d'azur et d'or, au sceptre du second brochant en bande ; au 2 du premier au demi-vol du second ; au chef d'azur à la croix d'or. |

## Géographie
Jusqu'à sa dissolution, la commune faisait partie du district de Moudon. Depuis le 1er janvier 2008, elle fait partie du nouveau district du Gros-de-Vaud. Elle avait des frontières communes avec Chanéaz, Thierrens, Ogens et Bioley-Magnoux dans le canton de Vaud, de même qu'avec Vuissens dans le canton de Fribourg.
La localité se trouve sur le plateau suisse, dans la région du Gros-de-Vaud, entre les vallées de la Mentue et de la Broye, sur un haut plateau situé à une altitude moyenne de 760 mètres. Au nord de la localité se trouvent les forêts du bois de la Rigne et du Grand Bois où se trouve le point culminant de Correvon avec 800 mètres d'altitude ; la vallée entre ces deux forêts est une tourbière. Au sud du village, la frontière rejoint la vallée de l'Augine puis le ruisseau des Vernettes, tous deux affluents de la Mentue.
En plus du village de Correvon, la commune comptait plusieurs exploitations agricoles dispersées.

## Population

### Gentilé et surnoms
Les habitants de la commune se nomment les Correvonnais ou les Corvounais.
Ils sont notamment surnommés les Rouillons (du nom du rouleau de foin qu'on forme avec un râteau) et lè Tiu-dè-Pèdze en patois vaudois (soit ceux qui sont toujours vissés à leur chaise).

### Démographie
Correvon compte 107 habitants en 2010. Sa densité de population atteint 48 hab./km2.
En 2000, la population de Correvon est composée de 60 hommes (54,5 %) et 50 femmes (45,5 %). La langue la plus parlée est le français, avec 104 personnes (98,1 %). La deuxième langue est l'allemand (2 ou 1,9 %). Il y a 105 personnes suisses (99,1 %) et 1 personne étrangère (0,9 %). Sur le plan religieux, la communauté protestante est la plus importante avec 78 personnes (73,6 %), suivie des catholiques (21 ou 19,8 %). 5 personnes (4,7 %) n'ont aucune appartenance religieuse.
La population de Correvon est de 156 habitants en 1850. Elle baisse à 126 en 1880 avant de remonter à 156 en 1888. Le nombre d'habitants baisse ensuite jusqu'à 71 en 1970, puis augmente de 42 % en 10 ans jusqu'à 101 en 1980. La population est stable depuis. Le graphique suivant résume l'évolution de la population de Correvon entre 1850 et 2010 :

## Politique
Lors des élections fédérales suisses de 2011, la commune a voté à 33,17 % pour l'Union démocratique du centre. Les deux partis suivants furent le Parti libéral-radical avec 21,63 % des suffrages et les Verts avec 15,28 %.
Lors des élections cantonales au Grand Conseil de mars 2011, les habitants de la commune ont voté pour le Parti libéral-radical à 36,98 %, l'Union démocratique du centre à 30,57 %, les Verts à 12,83 %, l'Alliance du centre à 10,19 % et le Parti socialiste à 9,43 %.
Sur le plan communal, Correvon était dirigé par une municipalité formée de 5 membres et dirigée par un syndic pour l'exécutif et un Conseil général dirigé par un président et secondé par un secrétaire pour le législatif.

## Économie

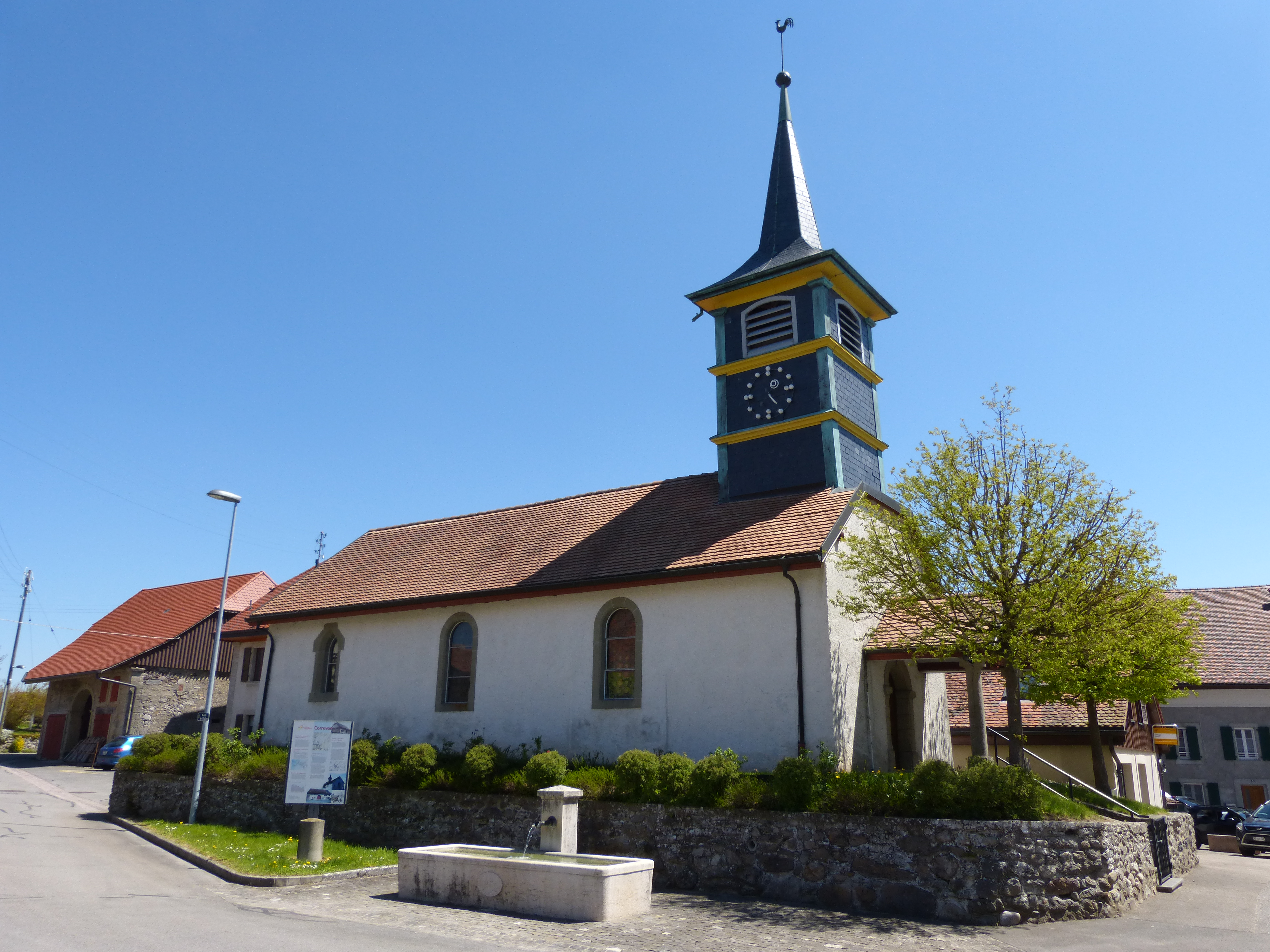
Temple de Correvon au centre du village.

De nos jours encore, l'économie locale est principalement centrée sur l'agriculture, l'arboriculture et l'élevage. En dehors du secteur primaire, il n'existe sur place que très peu d'emplois. La baisse constante de la population jusque dans les années 1970 a conduit à la fermeture de l'école du village en 1945, puis du bureau de poste en 1974. Depuis, plusieurs zones résidentielles ont été créées ; elles sont habitées principalement par des personnes travaillant dans les villes voisines.

## Transports
Correvon fait partie de la communauté tarifaire vaudoise Mobilis. Le bus CarPostal reliant Yverdon-les-Bains à Moudon s'arrête dans la commune. Le village est également desservi par les bus sur appel Publicar, qui sont aussi un service de CarPostal.

## Sources
- (de) Cet article est partiellement ou en totalité issu de l’article de Wikipédia en allemand intitulé « Correvon » (voir la liste des auteurs).